# Чемпіонат Албанії з футболу серед жінок
Жіночий національний чемпіонат Албанії (алб. Kampionati Kombëtar i Futbollit për Femra — найсильніший дивізіон жіночого албанського футболу. За його результатами визначається чемпіон країни.

## Чемпіони
| Сезон   | Чемпіон   | Віце-чемпіон  | Найкраща бомбардирка |
| ------- | --------- | ------------- | -------------------- |
| 2009    | Тирана    | Жубан Данья   | Емануела Яку (8)     |
| 2010–11 | Ада       | Тирана        | Ана Баро (24)        |
| 2011–12 | Ада       | Тирана        | Адвідже Веліу (41)   |
| 2012–13 | Ада       | Жубан Данья   | Амбра Гьерджи (23)   |
| 2013–14 | Влазнія * | ФК Кіностудіо | Амбра Гьерджи (43)   |
| 2014–15 | Влазнія   | Кукесі        | Мегі Дочі (57)       |
| 2015–16 | Влазнія   | Тирана        | Месуара Бегалло (51) |
| 2016–17 | Влазнія   | Аполонія      | Мегі Дочі (62)       |
| 2017–18 | Влазнія   | Тирана        | Мегі Дочі (70)       |
| 2018–19 | Влазнія   | Тирана        | Мегі Дочі (79)       |
| 2019–20 | Влазнія   | Аполонія      | Мегі Дочі (88)       |
| 2020–21 | Влазнія   | Аполонія      | Мегі Дочі (59)       |
| 2021–22 | Влазнія   | Аполонія      | Мегі Дочі (66)       |
| 2022–23 | Влазнія   | Тирана        | Мегі Дочі (84)       |
| 2023–24 | Влазнія   | Аполонія      | Валентина Трока (65) |
| 2024–25 | Влазнія   | Партізані     | Мегі Дочі (83)       |

- Наприкінці 2013 року клуб «Ада» з села Веліпоя був реорганізований і об'єднаний з клубом «Влазнія» з міста Шкодер. «Ада» офіційно зберіг за собою раніше завойовані три титули чемпіона[4].

## Найуспішніші клуби
Чемпіонами Албанії з футболу серед жінок ставали 3 клуби.
| Клуб      | Місто   | Чемпіон | Остання перемога |
| --------- | ------- | ------- | ---------------- |
| «Влазнія» | Шкодер  | 12      | 2025             |
| «Ада»     | Веліпоя | 3       | 2013             |
| «Тирана»  | Тирана  | 1       | 2009             |